# 天主教基圖伊教區
天主教基圖伊教區（拉丁語：Dioecesis Kituiensis）是肯亞一個羅馬天主教教區，屬內羅畢總教區。
教區前身是一個宗座監牧區，於1956年2月20日成立。宗座監牧區於1963年11月16日升為教區。
教區管轄包括基圖伊縣，2006年有241,848名教友（佔轄區總人口22.2%）、廿四個堂區和五十六名司鐸。現任教區主教為若瑟·姆翁蓋拉。